# Ніколаєв Іван Миколайович

Могила Івана Ніколаєва

Іва́н Микола́йович Нікола́єв (26 вересня 1921, Дубки — 5 квітня 2005, Київ) — Герой Радянського Союзу, в роки радянсько-німецької війни комсорг батальйону 247-го гвардійського стрілецького полку 84-ї гвардійської стрілецької дивізії 11-ї гвардійської армії 3-го Білоруського фронту, гвардії старший сержант.

## Життєпис
Народився 26 вересня 1921 року в селі Дубки Островського району Псковської області в селянській родині. Росіянин. Член КПРС з 1943 року. Закінчив десять класів середньої школи. Працював у радгоспі.
У січні 1942 року призваний до лав Червоної Армії. У боях радянсько-німецької війни з березня 1942 року. Воював на 3-му Білоруському фронті.
15 серпня 1944 року гвардії старший сержант І. М. Ніколаєв першим в полку подолав річку Німан, був поранений, але не покинув поля бою, продовжуючи брати активну участь у відбитті контратак противника на захопленому плацдармі.
Після закінчення війни продовжував службу в армії. У 1955 році закінчив Військово-політичну академію. З 1962 року майор І. М. Ніколаєв за станом здоров'я — у відставці. Жив у Києві. Помер 5 квітня 2005 року. Похований у Києві на Міському кладовищі «Берківці».

## Відзнаки та нагороди
- Указом Президії Верховної Ради СРСР від 24 березня 1945 року за мужність і героїзм, проявлені при форсуванні Німану й утриманні плацдарму гвардії старшому сержанту Івану Миколайовичу Ніколаєву присвоєно звання Героя Радянського Союзу з врученням ордена Леніна і медалі «Золота Зірка» (№ 2879).

- Орден Леніна,
- Орден Вітчизняної війни 1-го ступеня,
- Орден Червоної Зірки,
- медалі.